# Uzhcurrumi
Uzhcurrumi, alternative Schreibweise: Uzhcurrumy, ist eine Ortschaft und eine Parroquia rural („ländliches Kirchspiel“) im Kanton Pasaje der ecuadorianischen Provinz El Oro. Die Parroquia besitzt eine Fläche von 30,97 km². Die Einwohnerzahl lag im Jahr 2010 bei 916.

## Lage
Die Parroquia Uzhcurrumi befindet sich am Westrand der Cordillera Occidental im Südwesten von Ecuador. Das Verwaltungsgebiet wird im Norden vom Río Jubones begrenzt. Im Nordosten reicht das Areal bis zum Westrand der Cordillera Occidental und erreicht an der nordöstlichen Verwaltungsgrenze eine maximale Höhe von 3255 m. Der etwa 320 m hoch gelegene Hauptort befindet sich 23,5 km östlich vom Kantonshauptort Pasaje.
Die Parroquia Uzhcurrumi grenzt im äußersten Nordwesten an die Parroquia El Progreso, im Norden an die Provinz Azuay mit der Parroquia Pucará (Kanton Pucará), im Osten an die Parroquias Abañín und Guanazán (beide im Kanton Zaruma), im Süden an den Kanton Chilla sowie im Westen an die Parroquia Casacay. 

## Orte und Siedlungen
In der Parroquia gibt es folgende Comunidades (Sitios): Quera, Limón, Chiche, Unión, Cune, Porotillo, Chillayacu, Sadayacu und Río Pindo.

## Geschichte
Die Parroquia wurde gemäß der Stadtverordnung vom 28. Februar 1970 erstellt. Am 9. Dezember 1970 wurde diese gemäß Ministerialabkommen N° 167 ratifiziert.